# Siège FNRS - FWO
 (août 2020).
Le siège de la société du Fonds national de la recherche scientifique (FNRS) est un immeuble de bureaux réalisé par Jean François Petit entre 1971 et 1972. Il s'inscrit dans le mouvement d'architecture style international. 

## Localisation
Le siège du FNRS se situe dans la commune de Bruxelles Ville et plus spécifiquement Rue d'Egmont, 5. Il s'inscrit dans un quartier riche en patrimoine. Très proche du parc et du Palais Royal et situé juste en face de la Banque Lambert, il est entouré de bâtiments emblématiques de la ville de Bruxelles. Perpendiculaire à la petite ceinture, la parcelle est à proximité des grands axes de la capitale.

## Historique
L'immeuble de bureaux fait l'objet d'une commande en 1971 par le Fonds national de recherche scientifique. Elle contacte l'architecte Jean François Petit pour s'occuper de la construction de leurs nouveaux locaux. Le projet consiste en la démolition des numéros 5 et 7 de la Rue d'Egmont et du numéro 10 de la Rue de Horne. La société souhaite déménager ses bureaux qui se situent à l'époque au numéro 11 de la même rue.  
Après l'obtention des permis de démolition et de construction en 1971, la construction débute. Les travaux prendront fin deux ans plus tard.

## Description architecturale

### Général
Le siège du FNRS est un immeuble de bureaux divisé en deux blocs séparés par une cour extérieure. Les deux blocs comprennent chacun 6 étages. La façade principale est composée de 12 travées marquées par les fenêtres des étages.  
Au 6ème, un recul est réalisé par rapport à la rue où prend place une terrasse.  
Au rez-de-chaussée, on observe un système d'entrée travaillé. En effet, une série de filtres est mise en place pour rendre le bâtiment accueillant. Quelques marches nous amènent sur un plateau de pierres bleues polies qui se prolongent tout le long de la façade. Un recul par rapport à la rue est présent pour l'entrée. Trois colonnes structurelles revêtues d'aluminium rythment le rez-de-chaussée à l'extérieur et se dirigent en hauteur vers une façade brillante, crée une distorsion des formes très droites de la banque Lambert. 
Le plan traversant entre le bloc Egmont et le bloc Hornes crée une succession de pièces sous la cour centrale. 

### Extérieur

#### Façade
La façade principale du FNRS, rue d’Egmont, se compose de 12 travées. Les percements rectangulaires sont séparés par les colonnes structurelles des étages et forment des bandeaux qui horizontalisent la façade. Le système se répète sur tous les étages et donne à la façade un caractère uniforme et symétrique. Les châssis en aluminium sont d’origine. Les châssis usés et le vitrage simple ne permettent pas une bonne isolation thermique du bâtiment. La feuille extérieure réfléchissante des vitres et le fond de façade en pierre bleue polie donnent une brillance importante au bâtiment qui réfléchit le contexte proche des bureaux.

#### Rez-de-chaussée
En façade, le rez-de-chaussée présente des caractéristiques différentes de celles des étages supérieurs. À partir du premier étage, on observe un front lisse qui se répète alors que la façade du rez-de-chaussée présente une profondeur. En effet, on ressent un désir de l’architecte de se distancer de la rue par le retrait et la mise en place d’un socle se trouvant à 70cm par rapport au niveau de celle-ci. Sur la partie gauche, deux marches permettent d’accéder au socle et à l’entrée. Sur le socle, on constate un deuxième filtre marqué par les colonnes structurelles en aluminium. Celles-ci se trouvent devant les grandes baies vitrées allant de haut en bas de la façade du rez-de-chaussée. Elles aussi sont encadrées par des châssis en aluminium datant de la construction.

### Intérieur

#### Rez-de-chaussée
L’accueil est resté dans son état original à l’exception du desk d’entrée ajouté en 1980. Le système de fonctionnement est le même qu’aux étages avec une circulation autour d’un bloc central comprenant l’escalier principal et les espaces sanitaires. Ce noyau structurel va distribuer les différentes salles du rez-de-chaussée. Le hall d’entrée, le salon et la salle de conférence sont disposés autour de celui-ci. À l’extrémité gauche du bâtiment, dans le prolongement de l’entrée se trouve un long couloir reliant le bloc Egmont au bloc Hornes par l’intérieur. Derrière le noyau, par rapport à la façade, se trouve la salle de conférence. Le mobilier, la porte et les tapisseries murales ont été pensés par l’artiste Jules Wabbes et créent un ensemble unique et harmonieux. Adossées au jardin, les grandes baies vitrées de la salle de conférence lui offrent une grande luminosité malgré son emplacement sous la cour centrale. Le salon, inchangé depuis la fin des travaux en 1972, montre un réel attrait pour le confort des maisons modernes par ses murs tapissés et son faux plafond constitué de petits caissons en bois sombre. Le tapis sur le sol et le mobilier démontrent une fois de plus l’influence moderniste de l’époque.

#### Etages originaux
L'intégralité les étages de l’immeuble sont restés à l’identique à l’exception du troisième, rénové en 2013. Les étages comme le rez-de-chaussée sont caractérisés par une distribution autour d’un bloc central. Les bureaux sont isolés du centre et forcés en périphérie du bâtiment pour le confort des collaborateurs du FNRS. Le couloir de distribution se crée entre les murs de briques des locaux et les murs en aluminium du bloc central. La combinaison créée une ambiance chaleureuse très caractéristique du mouvement international.

#### Etage rénové
Le troisième étage s'organise donc de manière différente. Le projet de 2013, consacré à la rénovation de l’étage néerlandophone du FNRS (FWO), tend à supprimer les parois des bureaux pour créer deux grands "open spaces". Le bloc central perd donc sa qualité de distribution pour retrouver une fonction de séparation entre "l’open space" coté rue et celui coté cour. Les murs et le faux plafond ont été refaits. Le faux-plafond très sobre à l'origine a été remplacé par un faux-plafond acoustique. Le 3ème étage de l’immeuble est étranger au reste du bâtiment. L’utilisation de différents matériaux pour les murs et le plafond dénature le style international. Avec la disparition de la distribution autour du noyau, ce dernier perd de sa valeur. Aujourd’hui, il est presque inopérant. Son revêtement en aluminium a été retiré pour accueillir un revêtement acoustique. À cet étage, on observe le souci d’isoler mieux le bâtiment. Pour ne pas toucher à la façade de style internationale, un deuxième double vitrage est ajouté en intérieur. Cette technique fait penser à une seconde peau qui pourrait permettre une régulation de la température à l’intérieur en été comme en hiver et une déperdition de chaleur moindre tout en gardant l'authenticité de la façade.

### Structure

#### Rez-de-chaussée
Au rez-de-chaussée, on retrouve une structure en ossature. Dans le bâtiment du FNRS, les colonnes de reprise prennent une place importante dans la composition du système d’entrée et de la distribution intérieure. En avant de la façade d’entrée, trois colonnes en béton recouvertes de plaques d’aluminium donnent un aspect de légèreté à l’immeuble par leurs extrémités plus fines et presque invisibles. Les colonnes se répètent en intérieur sur une trame de 510cm sur 590cm, ce qui permet d’avoir un hall très ouvert et éclairé par la façade complètement vitrée. Les colonnes ont subi une restauration en 2013 en raison de la présence d'amiante. L’amiante n’a pas été enlevé, mais l’enveloppe en aluminium d'origine a été retravaillée et scellée.

#### Etages
La structure des étages est différente de celle du rez-de-chaussée. Les dalles de sol en béton nervuré se prolongent de la façade avant vers la façade arrière. Les colonnes de reprise se trouvent en façade et séparent les ouvertures des fenêtres. Contrairement au rez-de-chaussée, la structure n’est plus apparente et se fond dans la façade lisse. Le contreventement de tous les niveaux se fait grâce au noyau central.